# Cooper Black
Cooper Black is een schreeflettertype ontworpen in 1921 door Oswald Bruce Cooper
voor de letteruitgeverij Barnhart Brothers & Spindler.
Het lettertype is een extra vette variant van Cooper Old Style en leent zich goed voor grote koppen of posters.
De schreven zijn extra benadrukt, de opgaande lijnen zoals in de O en Q zijn wat achterover gekanteld.
De puntjes op de i en j zijn elliptisch van vorm.
De italic variant is qua vorm gelijk aan deze verticale letters alleen een beetje gekanteld, en heeft "swash capitals" (hoofdletters met gekrulde uithalen als schreven).
Lettertype Ludlow Black lijkt sterk op Cooper Black. Kenmerkend voor het lettertype is dat de schreef afgerond is, de binnenzijde van de o licht achterover is gekanteld en de f een verdikking heeft.
De lettertypefamilie Cooper Black kent een aantal varianten;
- Cooper Hilite, met verticale witte lijnen in de vette letters als effect van lichtval van de linkerkant
- Cooper 570, is hetzelfde als Cooper Black
- Cooper Black Italic 571, de cursieve variant van Cooper Black
- Cooper 579, dit is Cooper Black "outline" of "open face"
- Cooper Condensed, een versmalde variant